# Lake Zurich
Lake Zurich ist ein Vorort von Chicago im US-Bundesstaat Illinois und liegt am 1 km² großen gleichnamigen See. Die Stadt wurde 1896 gegründet und liegt 268 m. ü. M. Sie breitet sich auf einer Fläche von 16 km² aus und zählte im Jahr 2013 19.984 Einwohner.

## Vorgeschichte
Der Lake Zurich befindet sich im Lake County, das zur Metropolregion Chicago gehört. In den 1830er Jahren wurde von Bibern durch einen Damm ein See aufgestaut. Der erste Bewohner des Gebietes war Seth Paine, der 1836 Land östlich des Sees besiedelte. Er wollte hier eine Gemeinde errichten, so wie sie der französische Philosoph Charles Fourier beschrieben hatte. Da dieses Gemeinschaftssystem bereits in einigen Schweizer Kantonen umgesetzt worden war, gab Paine seiner Ansiedlung und dem benachbarten See den Namen „Lake Zurich“ (Zürichsee).
Im Jahr 1841 errichtete Paine ein Gemeindezentrum auf seinem Grundstück und lud Menschen aus Chicago zu sich ein, um ihnen die Prinzipien Fouriers zu erklären und dafür zu werben. Neben einem Laden hatte er eine Unterkunft für Obdachlose aus Chicago eingerichtet und plante eine Untergrundbahn. 1850 lebten knapp 100 Einwohner in der kleinen Ortschaft. Er warb weiterhin für seine Modellsiedlung, hatte jedoch keinen Erfolg, da die Wirtschaftslage schlecht war und sich das Land im Bürgerkrieg befand. Paine starb am 6. Juni 1872 in Chicago.

## Gründung
Die ehemalige Rand Road (Teil des U.S. Highway 12), ein wichtiger Postweg zwischen Chicago und dem südlichen Wisconsin verlief zwar durch die Gemeinde, jedoch nahm die Bevölkerungszahl in den späten 1800er Jahren kaum zu. Im Jahre 1889 wurde durch die Eisenbahngesellschaft Elgin, Joliet and Eastern Railroad (EJ & E) eine Nebenstrecke durch Lake Zurich angelegt. Dies führte dazu, dass die Gemeindeleitung Lake Zurich 1896 offiziell als Ortschaft gründete, deren Präsident Frank Clark wurde. Obwohl versucht wurde, eine eigene Industrie im Ort anzusiedeln, und Eishäuser errichtet wurden, lebten dort um das Jahr 1900 lediglich rund 200 Einwohner. Es wurden ab 1910 weitere Eisenbahnlinien mit dem Ort verbunden. Dadurch erreichte Lake Zurich einen neuen Status als Naherholungsgebiet und Ausflugsziel. Die Rand Road wurde 1922 asphaltiert, so dass der Ort auch durch Automobile leichter zu erreichen war und erste Ferienhäuser errichtet wurden. 1936 war die Zahl der Bewohner bereits auf etwa 350 und 1966 auf rund 3800 angestiegen. Im Jahr 2000 zählte sie 18.104 Einwohner. Am 22. April 1967 wurde der Ort durch einen Tornado schwer beschädigt.

## Städtepartnerschaften
- Nittenau, Deutschland[4]

## Sehenswertes
Innerhalb der Ortsgrenzen gibt es mehrere touristische Attraktionen und Erholungsmöglichkeiten. Dazu zählen
- Erholungsgebiet Lemke Matt (211 South Rand Road)
- Erholungsgebiet Edward Jones (211 South Rand Road)
- Cozzi’s Adventure Golf & Games (Freizeitpark an der 405 North Rand Road)

Parks
- Paulus Park, Nestlerest Park, Lions Park
- Breezewald Park, Kuechmann Park, Old Mill Grove Park
- Knox Park, Sarah Adams Park, Bristol Trails Park
- Chestnut Corners/Hunters Creek Park, Community Park, Hamilton Park